# Karaevli

Das Zeichen der Karaevli

Die Karaevli waren ein oghusischer Stamm.
Mahmud al-Kāschgharī erwähnte sie unter dem Namen Kara-Bölük als einen der 24 oghusischen Stämme. Als Totemtier hatten sie einen Rötelfalken. Ihr Stammesname bedeutet im Alttürkischen der, mit dem dunklen Zelt.